# سايات نوفا
سايات نوفا هو أبرز شاعر ومغني وعاشق (شاعر جوال) أرمني من القرن الثامن عشر الميلادي. يعتبر في أرمينيا وبين الأرمن ملك الأغنية الأرمنية وصاحب أعلى منزلة في التراث الموسيقي الأرمني.
اسمه الحقيقي هاروتيون صياديان. ولد سنة 1712 في تفليس في جورجيا (جرزان) لأب من حلب في بلاد الشام وأم من تفليس.
سايات نوفا هو اللفظ الأرمني الشرقي للقب الذي لقب به وهو باللفظ الأصلي «صياد نوا» من صَيّاد بالعربية بمعنى من يقوم بعملية الصيد ونوا بالفارسية بمعنى اللحن الغنائي. وهذا اللفظ هو تلاعب بالكلمات بما يعني في نفس الوقت عدة معان منها صياد الألحان أو سيّد الألحان أو حتى ساعات النوى، أو الساعة الحديثة (من نوا الهندو أوروبية بمعنى جديد)، الخ، حسب ما يتخيل أو يتذوق السامع.
منذ صغره أتقن سايات نوفا اللغات الشرقية ومنها العربية التي استعمل الكثير من مفرداتها في أغانيه، ونظم الأغاني باللغات الأرمنية والتركية الآذرية والجورجية والفارسية.
عاش في بلاط الملك الجورجي نديما وشاعرا وناصحا، اتهم بعلاقة حب مع شقيقة الملك الجورجي وقضى ردحاً من الزمن هائماً يتلو الشعر والأغاني ثم لبس ثوب الرهبنة وعاش في أحد الأديرة حتى قتل سنة 1795 أثناء كفاحه في كبر سنه ضد غزو آقا محمد خان قاجار شاه ايران (تركماني الأصل) لمنطقة القوقاز.
سميت مدينة سايات نوفا في أرمينيا على اسمه بالإضافة إلى كثير من الشوارع والساحات والمدارس والفرق الموسيقية حول العالم التي سميت على اسمه.
فيلم «لون الرمان» للمخرج سيرغي باراجانوف 1968 الذي يعتبر من روائع السينما العالمية يدور حول سيرة حياة سايات نوفا ولكن بأسلوب سرد سينمائي غير روائي بل اعتمد على التجريد والغموض بشكل كلي خلال بعثرة توزيع العناصر في الكادر ولكن بطريقة فنية من الابتكارات والارتجالات الإبداعية والاستعارات الأسطورية وعلى الرغم من ذلك أزعج الفيلم السلطات السوفيتية وقتها.

## روابط خارجية
- سايات نوفا على موقع IMDb (الإنجليزية)
- سايات نوفا على موقع الموسوعة البريطانية (الإنجليزية)
- سايات نوفا على موقع ميوزك برينز (الإنجليزية)
- سايات نوفا على موقع ديسكوغز (الإنجليزية)
- سايات نوفا على موقع قاعدة بيانات الفيلم (الإنجليزية)